# Copa Mundial de Fútbol Sub-20 de 2009
La Copa Mundial Sub-20 de la FIFA Egipto 2009 (en inglés: FIFA U-20 World Cup Egypt 2009) fue la XVII edición de la Copa Mundial de Fútbol Sub-20. Esta fue realizada desde el 24 de septiembre hasta el 16 de octubre de ese año en Egipto. 
Como hechos destacados estuvieron las primeras participaciones a nivel internacional de las selecciones de Venezuela y Polinesia Francesa y la ausencia del último campeón, Argentina, quien quedó fuera tras perder con la selección de Colombia en el Campeonato Sudamericano Sub-20 de 2009.
Como hecho anecdótico, desde que comenzó este campeonato en 1977 nunca había ocurrido que dos jugadores anotaran cada uno tres goles en un mismo partido. Haciendo referencia al partido del 28 de septiembre de 2009, partido que Venezuela goleó 8-0 a Polinesia Francesa, donde Yonathan del Valle y José Salomón Rondón anotaran tres veces cada uno.

## Jugadores elegibles
Solo los jugadores nacidos a partir del 1 de enero de 1989 fueron elegibles para competir en la Copa del Mundo de 2009.

## Sedes
| Estadio Internacional Capacidad: 75,000         | Estadio de la Academia Militar Capacidad: 30,000 | Estadio Borg El Arab Capacidad: 86,000        | Estadio de Alejandría Capacidad: 22,000       |                                               |                                               |                                               |                                               |                                               |                                               |                                               |                                               |                                               |                                               |                                               |                                               |
|                                                 |                                                  |                                               |                                               |                                               |                                               |                                               |                                               |                                               |                                               |                                               |                                               |                                               |                                               |                                               |                                               |
| Suez                                            | El Cairo Alejandría Suez Puerto Saíd Ismailia    | El Cairo Alejandría Suez Puerto Saíd Ismailia | El Cairo Alejandría Suez Puerto Saíd Ismailia | El Cairo Alejandría Suez Puerto Saíd Ismailia | El Cairo Alejandría Suez Puerto Saíd Ismailia | El Cairo Alejandría Suez Puerto Saíd Ismailia | El Cairo Alejandría Suez Puerto Saíd Ismailia | El Cairo Alejandría Suez Puerto Saíd Ismailia | El Cairo Alejandría Suez Puerto Saíd Ismailia | El Cairo Alejandría Suez Puerto Saíd Ismailia | El Cairo Alejandría Suez Puerto Saíd Ismailia | El Cairo Alejandría Suez Puerto Saíd Ismailia | El Cairo Alejandría Suez Puerto Saíd Ismailia | El Cairo Alejandría Suez Puerto Saíd Ismailia | El Cairo Alejandría Suez Puerto Saíd Ismailia |
| Estadio Internacional Mubarak Capacidad: 45,000 | El Cairo Alejandría Suez Puerto Saíd Ismailia    | El Cairo Alejandría Suez Puerto Saíd Ismailia | El Cairo Alejandría Suez Puerto Saíd Ismailia | El Cairo Alejandría Suez Puerto Saíd Ismailia | El Cairo Alejandría Suez Puerto Saíd Ismailia | El Cairo Alejandría Suez Puerto Saíd Ismailia | El Cairo Alejandría Suez Puerto Saíd Ismailia | El Cairo Alejandría Suez Puerto Saíd Ismailia | El Cairo Alejandría Suez Puerto Saíd Ismailia | El Cairo Alejandría Suez Puerto Saíd Ismailia | El Cairo Alejandría Suez Puerto Saíd Ismailia | El Cairo Alejandría Suez Puerto Saíd Ismailia | El Cairo Alejandría Suez Puerto Saíd Ismailia | El Cairo Alejandría Suez Puerto Saíd Ismailia | El Cairo Alejandría Suez Puerto Saíd Ismailia |
|                                                 | El Cairo Alejandría Suez Puerto Saíd Ismailia    | El Cairo Alejandría Suez Puerto Saíd Ismailia | El Cairo Alejandría Suez Puerto Saíd Ismailia | El Cairo Alejandría Suez Puerto Saíd Ismailia | El Cairo Alejandría Suez Puerto Saíd Ismailia | El Cairo Alejandría Suez Puerto Saíd Ismailia | El Cairo Alejandría Suez Puerto Saíd Ismailia | El Cairo Alejandría Suez Puerto Saíd Ismailia | El Cairo Alejandría Suez Puerto Saíd Ismailia | El Cairo Alejandría Suez Puerto Saíd Ismailia | El Cairo Alejandría Suez Puerto Saíd Ismailia | El Cairo Alejandría Suez Puerto Saíd Ismailia | El Cairo Alejandría Suez Puerto Saíd Ismailia | El Cairo Alejandría Suez Puerto Saíd Ismailia | El Cairo Alejandría Suez Puerto Saíd Ismailia |
| Puerto Said                                     | El Cairo Alejandría Suez Puerto Saíd Ismailia    | El Cairo Alejandría Suez Puerto Saíd Ismailia | El Cairo Alejandría Suez Puerto Saíd Ismailia | El Cairo Alejandría Suez Puerto Saíd Ismailia | El Cairo Alejandría Suez Puerto Saíd Ismailia | El Cairo Alejandría Suez Puerto Saíd Ismailia | El Cairo Alejandría Suez Puerto Saíd Ismailia | El Cairo Alejandría Suez Puerto Saíd Ismailia | El Cairo Alejandría Suez Puerto Saíd Ismailia | El Cairo Alejandría Suez Puerto Saíd Ismailia | El Cairo Alejandría Suez Puerto Saíd Ismailia | El Cairo Alejandría Suez Puerto Saíd Ismailia | El Cairo Alejandría Suez Puerto Saíd Ismailia | El Cairo Alejandría Suez Puerto Saíd Ismailia | El Cairo Alejandría Suez Puerto Saíd Ismailia |
| Estadio de Puerto Saíd Capacidad: 17,988        | El Cairo Alejandría Suez Puerto Saíd Ismailia    | El Cairo Alejandría Suez Puerto Saíd Ismailia | El Cairo Alejandría Suez Puerto Saíd Ismailia | El Cairo Alejandría Suez Puerto Saíd Ismailia | El Cairo Alejandría Suez Puerto Saíd Ismailia | El Cairo Alejandría Suez Puerto Saíd Ismailia | El Cairo Alejandría Suez Puerto Saíd Ismailia | El Cairo Alejandría Suez Puerto Saíd Ismailia | El Cairo Alejandría Suez Puerto Saíd Ismailia | El Cairo Alejandría Suez Puerto Saíd Ismailia | El Cairo Alejandría Suez Puerto Saíd Ismailia | El Cairo Alejandría Suez Puerto Saíd Ismailia | El Cairo Alejandría Suez Puerto Saíd Ismailia | El Cairo Alejandría Suez Puerto Saíd Ismailia | El Cairo Alejandría Suez Puerto Saíd Ismailia |
|                                                 | El Cairo Alejandría Suez Puerto Saíd Ismailia    | El Cairo Alejandría Suez Puerto Saíd Ismailia | El Cairo Alejandría Suez Puerto Saíd Ismailia | El Cairo Alejandría Suez Puerto Saíd Ismailia | El Cairo Alejandría Suez Puerto Saíd Ismailia | El Cairo Alejandría Suez Puerto Saíd Ismailia | El Cairo Alejandría Suez Puerto Saíd Ismailia | El Cairo Alejandría Suez Puerto Saíd Ismailia | El Cairo Alejandría Suez Puerto Saíd Ismailia | El Cairo Alejandría Suez Puerto Saíd Ismailia | El Cairo Alejandría Suez Puerto Saíd Ismailia | El Cairo Alejandría Suez Puerto Saíd Ismailia | El Cairo Alejandría Suez Puerto Saíd Ismailia | El Cairo Alejandría Suez Puerto Saíd Ismailia | El Cairo Alejandría Suez Puerto Saíd Ismailia |
| Ismailia                                        | El Cairo Alejandría Suez Puerto Saíd Ismailia    | El Cairo Alejandría Suez Puerto Saíd Ismailia | El Cairo Alejandría Suez Puerto Saíd Ismailia | El Cairo Alejandría Suez Puerto Saíd Ismailia | El Cairo Alejandría Suez Puerto Saíd Ismailia | El Cairo Alejandría Suez Puerto Saíd Ismailia | El Cairo Alejandría Suez Puerto Saíd Ismailia | El Cairo Alejandría Suez Puerto Saíd Ismailia | El Cairo Alejandría Suez Puerto Saíd Ismailia | El Cairo Alejandría Suez Puerto Saíd Ismailia | El Cairo Alejandría Suez Puerto Saíd Ismailia | El Cairo Alejandría Suez Puerto Saíd Ismailia | El Cairo Alejandría Suez Puerto Saíd Ismailia | El Cairo Alejandría Suez Puerto Saíd Ismailia | El Cairo Alejandría Suez Puerto Saíd Ismailia |
| Estadio de Ismailia Capacidad: 18,525           | El Cairo Alejandría Suez Puerto Saíd Ismailia    | El Cairo Alejandría Suez Puerto Saíd Ismailia | El Cairo Alejandría Suez Puerto Saíd Ismailia | El Cairo Alejandría Suez Puerto Saíd Ismailia | El Cairo Alejandría Suez Puerto Saíd Ismailia | El Cairo Alejandría Suez Puerto Saíd Ismailia | El Cairo Alejandría Suez Puerto Saíd Ismailia | El Cairo Alejandría Suez Puerto Saíd Ismailia | El Cairo Alejandría Suez Puerto Saíd Ismailia | El Cairo Alejandría Suez Puerto Saíd Ismailia | El Cairo Alejandría Suez Puerto Saíd Ismailia | El Cairo Alejandría Suez Puerto Saíd Ismailia | El Cairo Alejandría Suez Puerto Saíd Ismailia | El Cairo Alejandría Suez Puerto Saíd Ismailia | El Cairo Alejandría Suez Puerto Saíd Ismailia |
|                                                 | El Cairo Alejandría Suez Puerto Saíd Ismailia    | El Cairo Alejandría Suez Puerto Saíd Ismailia | El Cairo Alejandría Suez Puerto Saíd Ismailia | El Cairo Alejandría Suez Puerto Saíd Ismailia | El Cairo Alejandría Suez Puerto Saíd Ismailia | El Cairo Alejandría Suez Puerto Saíd Ismailia | El Cairo Alejandría Suez Puerto Saíd Ismailia | El Cairo Alejandría Suez Puerto Saíd Ismailia | El Cairo Alejandría Suez Puerto Saíd Ismailia | El Cairo Alejandría Suez Puerto Saíd Ismailia | El Cairo Alejandría Suez Puerto Saíd Ismailia | El Cairo Alejandría Suez Puerto Saíd Ismailia | El Cairo Alejandría Suez Puerto Saíd Ismailia | El Cairo Alejandría Suez Puerto Saíd Ismailia | El Cairo Alejandría Suez Puerto Saíd Ismailia |

## Árbitros
| Confederación | Árbitros                 | Asistentes                                       |
| ------------- | ------------------------ | ------------------------------------------------ |
| AFC           | Yuichi Nishimura         | Toru Sagara Jeong Hae-Sang                       |
| AFC           | Subkhiddin Mohd Salleh   | Mu Yuxin Thanom Borikut                          |
| CAF           | Mohamed Benouza          | Nasser Abdel Nabi Angesom Ogbamariam             |
| CAF           | Coffi Codjia             | Alexis Fassinou Desire Gahungu                   |
| CAF           | Koman Coulibaly          | Ayuba Haruna Redouane Achik                      |
| CAF           | Eddy Maillet             | Bechir Hassani Evarist Menkouande                |
| CONCACAF      | Joel Aguilar             | William Torres Juan Zumba                        |
| CONCACAF      | Marco Rodríguez          | José Luis Camargo Alberto Morín                  |
| CONMEBOL      | Héctor Baldassi          | Ricardo Casas Hernán Maidana                     |
| CONMEBOL      | Óscar Ruiz               | Abraham González Humberto Clavijo                |
| CONMEBOL      | Jorge Larrionda          | Pablo Fandiño Mauricio Espinosa                  |
| OFC           | Peter O'Leary            | Brent Best Matthew Taro                          |
| UEFA          | Thomas Einwaller         | Ronald Heim Norbert Schwab                       |
| UEFA          | Frank De Bleeckere       | Peter Hermans Walter Vromans                     |
| UEFA          | Ivan Bebek               | Tomislav Petrović Tomislav Setka                 |
| UEFA          | Roberto Rosetti          | Paolo Calcagno Stefano Ayroldi                   |
| UEFA          | Olegário Benquerença     | José Cardinal Bertino Miranda                    |
| UEFA          | Alberto Undiano Mallenco | Fermín Martínez Ibáñez Juan Carlos Yuste Jiménez |

## Clasificación
En total fueron 24 equipos de las 6 confederaciones afiliadas a la FIFA los que tomaron parte en el Mundial Sub-20 de 2009. En cursiva, los debutantes en la Copa Mundial de Fútbol Sub-20.
| Clasificatorias | Clasificatorias | Clasificatorias | Clasificatorias | Clasificatorias | Clasificatorias |
| --------------- | --------------- | --------------- | --------------- | --------------- | --------------- |
| CAF             | AFC             | UEFA            | Concacaf        | OFC             | Conmebol        |

| Equipos participantes | Equipos participantes  | Equipos participantes | Equipos participantes |
| --------------------- | ---------------------- | --------------------- | --------------------- |
| Alemania              | Egipto                 | Hungría               | Sudáfrica             |
| Australia             | Emiratos Árabes Unidos | Inglaterra            | Polinesia Francesa    |
| Brasil                | España                 | Italia                | Trinidad y Tobago     |
| Camerún               | Estados Unidos         | Nigeria               | Uruguay               |
| Corea del Sur         | Ghana                  | Paraguay              | Uzbekistán            |
| Costa Rica            | Honduras               | República Checa       | Venezuela             |

## Asignación de los grupos
Los equipos fueron asignados a los grupos sobre la base de distribución geográfica. Los equipos fueron colocados en cuatro bombos, y uno de los equipos se extrajo de cada maceta para cada grupo. Bombo 1 contenía los cinco equipos africanos más uno de la CONMEBOL, Bombo 2 contenía los equipos restantes de las Américas con exclusión de un equipo de la CONCACAF; Bombo 3 consistió en equipos de Asia y Oceanía, más el restante equipo de la CONCACAF; Bombo 4 consistió en equipos de la UEFA.
| Bombo 1                                                                           | Bombo 2                                                       | Bombo 3                                                                                        | Bombo 4                                                                     |
| --------------------------------------------------------------------------------- | ------------------------------------------------------------- | ---------------------------------------------------------------------------------------------- | --------------------------------------------------------------------------- |
| Egipto (cabeza de grupo) Ghana Camerún Nigeria Sudáfrica Brasil (cabeza de grupo) | Paraguay Uruguay Venezuela Costa Rica Estados Unidos Honduras | Emiratos Árabes Unidos Corea del Sur Uzbekistán Australia Trinidad y Tobago Polinesia Francesa | Alemania (cabeza de grupo) República Checa Italia Hungría España Inglaterra |

## Resultados
- Los horarios corresponden a la hora de El Cairo (UTC+2)

Leyenda: Pts: Puntos; PJ: Partidos jugados; PG: Partidos ganados; PE: Partidos empatados; PP: Partidos perdidos; GF: Goles a favor; GC: Goles en contra; Dif: Diferencia de goles.

## Primera fase

### Grupo A
| Equipo            | Pts | PJ | PG | PE | PP | GF | GC | Dif |
| ----------------- | --- | -- | -- | -- | -- | -- | -- | --- |
| Egipto            | 6   | 3  | 2  | 0  | 1  | 9  | 5  | 4   |
| Paraguay          | 5   | 3  | 1  | 2  | 0  | 2  | 1  | 1   |
| Italia            | 4   | 3  | 1  | 1  | 1  | 4  | 5  | -1  |
| Trinidad y Tobago | 1   | 3  | 0  | 1  | 2  | 2  | 6  | -4  |

| 24 de septiembre de 2009, 20:00 | Egipto                                    | 4:1 (1:1) | Trinidad y Tobago | Borg El Arab Stadium, Alejandría                                         |                                                                          |
|                                 | Afroto 30' · Arafat 51', 90' · Talaat 59' | Reporte   | Rochford 36'      | Asistencia: 74.000 espectadores Árbitro(s): Frank De Bleeckere (Bélgica) | Asistencia: 74.000 espectadores Árbitro(s): Frank De Bleeckere (Bélgica) |

| 25 de septiembre de 2009, 16:00 | Paraguay | 0:0     | Italia | Estadio Internacional de El Cairo, El Cairo                                 |                                                                             |
|                                 |          | Reporte |        | Asistencia: 4.628 espectadores Árbitro(s): Subkhiddin Mohd Salleh (Malasia) | Asistencia: 4.628 espectadores Árbitro(s): Subkhiddin Mohd Salleh (Malasia) |

| 28 de septiembre de 2009, 18:45 | Italia                      | 2:1 (1:0) | Trinidad y Tobago | Estadio Internacional de El Cairo, El Cairo                               |                                                                           |
|                                 | Albertazzi 39' · Raggio 78' | Reporte   | Clarence 67'      | Asistencia: 57.164 espectadores Árbitro(s): Peter O'Leary (Nueva Zelanda) | Asistencia: 57.164 espectadores Árbitro(s): Peter O'Leary (Nueva Zelanda) |

| 28 de septiembre de 2009, 21:30 | Egipto     | 1:2 (1:1) | Paraguay                       | Estadio Internacional de El Cairo, El Cairo                      |                                                                  |
|                                 | Afroto 38' | Reporte   | Santander 27' · Paniagua 90+4' | Asistencia: 57.164 espectadores Árbitro(s): Ivan Bebek (Croacia) | Asistencia: 57.164 espectadores Árbitro(s): Ivan Bebek (Croacia) |

| 1 de octubre de 2009, 21:30 | Trinidad y Tobago | 0:0     | Paraguay | Estadio de la Academia Militar, El Cairo                             |                                                                      |
|                             |                   | Reporte |          | Asistencia: 7.220 espectadores Árbitro(s): Eddy Maillet (Seychelles) | Asistencia: 7.220 espectadores Árbitro(s): Eddy Maillet (Seychelles) |

| 1 de octubre de 2009, 21:30 | Italia                      | 2:4 (1:2) | Egipto                            | Estadio Internacional de El Cairo, El Cairo                          |                                                                      |
|                             | Eusepi 29' · Albertazzi 53' | Reporte   | Shokri 23', 45+1' · Bogy 70', 80' | Asistencia: 63.674 espectadores Árbitro(s): Marco Rodríguez (México) | Asistencia: 63.674 espectadores Árbitro(s): Marco Rodríguez (México) |

### Grupo B

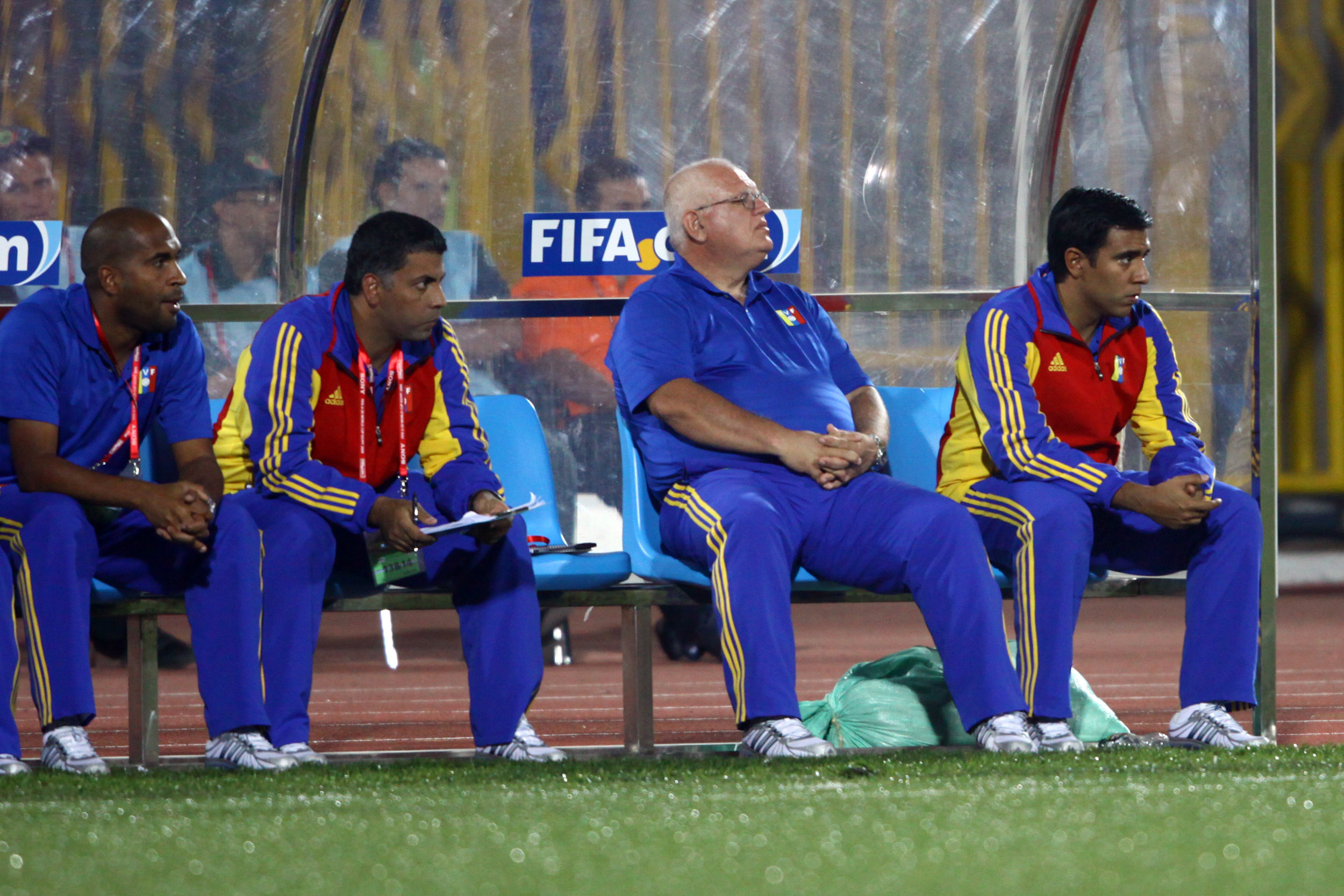
El entrenador César Farías, durante el encuentro entre las Selecciones de Venezuela y Tahiti.

| Equipo             | Pts | PJ | PG | PE | PP | GF | GC | Dif |
| ------------------ | --- | -- | -- | -- | -- | -- | -- | --- |
| España             | 9   | 3  | 3  | 0  | 0  | 13 | 0  | +13 |
| Venezuela          | 6   | 3  | 2  | 0  | 1  | 9  | 3  | +6  |
| Nigeria            | 3   | 3  | 1  | 0  | 2  | 5  | 3  | +2  |
| Polinesia Francesa | 0   | 3  | 0  | 0  | 3  | 0  | 21 | -21 |

| 25 de septiembre de 2009, 18:45 | Nigeria | 0:1 (0:1) | Venezuela     | Estadio de la Academia Militar, El Cairo                             |                                                                      |
|                                 |         | Reporte   | Del Valle 45' | Asistencia: 10.540 espectadores Árbitro(s): Roberto Rosetti (Italia) | Asistencia: 10.540 espectadores Árbitro(s): Roberto Rosetti (Italia) |

| 25 de septiembre de 2009, 21:30 | España                                                                    | 8:0 (4:0) | Tahití | Estadio de la Academia Militar, El Cairo                              |                                                                       |
|                                 | Aarón 11', 15' · Nsue 17', 32' · Mérida 74' · Kike 79', 86' · Herrera 89' | Reporte   |        | Asistencia: 10.540 espectadores Árbitro(s): Mohamed Benouza (Argelia) | Asistencia: 10.540 espectadores Árbitro(s): Mohamed Benouza (Argelia) |

| 28 de septiembre de 2009, 16:00 | Nigeria | 0:2 (0:1) | España                 | Estadio de la Academia Militar, El Cairo                                |                                                                         |
|                                 |         | Reporte   | Mérida 33', 83' (pen.) | Asistencia: 7.955 espectadores Árbitro(s): Frank De Bleeckere (Bélgica) | Asistencia: 7.955 espectadores Árbitro(s): Frank De Bleeckere (Bélgica) |

| 28 de septiembre de 2009, 18:45 | Tahití | 0:8 (0:3) | Venezuela                                                                            | Estadio de la Academia Militar, El Cairo                                    |                                                                             |
|                                 |        | Reporte   | Rondón 4', 27' (pen.), 90+2' · Velázquez 19' · Rojas 72' · Del Valle 78', 88', 90+1' | Asistencia: 7.955 espectadores Árbitro(s): Subkhiddin Mohd Salleh (Malasia) | Asistencia: 7.955 espectadores Árbitro(s): Subkhiddin Mohd Salleh (Malasia) |

| 1 de octubre de 2009, 18:45 | Venezuela | 0:3 (0:2) | España                                      | Estadio de la Academia Militar, El Cairo                              |                                                                       |
|                             |           | Reporte   | Parejo 12' · Aarón 26' (pen.) · Herrera 77' | Asistencia: 7.220 espectadores Árbitro(s): Joel Aguilar (El Salvador) | Asistencia: 7.220 espectadores Árbitro(s): Joel Aguilar (El Salvador) |

| 1 de octubre de 2009, 18:45 | Tahití | 0:5 (0:4) | Nigeria                                                        | Estadio Internacional de El Cairo, El Cairo                            |                                                                        |
|                             |        | Reporte   | Obiorah 15' · Edet 24' · Fatai 34' · Orelesi 45+1' · Adejo 90' | Asistencia: 63.674 espectadores Árbitro(s): Thomas Einwaller (Austria) | Asistencia: 63.674 espectadores Árbitro(s): Thomas Einwaller (Austria) |

### Grupo C
| Equipo         | Pts | PJ | PG | PE | PP | GF | GC | Dif |
| -------------- | --- | -- | -- | -- | -- | -- | -- | --- |
| Alemania       | 7   | 3  | 2  | 1  | 0  | 7  | 1  | 6   |
| Corea del Sur  | 4   | 3  | 1  | 1  | 1  | 4  | 3  | 1   |
| Estados Unidos | 3   | 3  | 1  | 0  | 2  | 4  | 7  | -3  |
| Camerún        | 3   | 3  | 1  | 0  | 2  | 3  | 7  | -4  |

| 26 de septiembre de 2009, 16:00 | Estados Unidos | 0:3 (0:2) | Alemania                                           | Estadio Internacional Mubarak, Suez                                  |                                                                      |
|                                 |                | Reporte   | Aydilek 30' (pen.) · Jungwirth 32' · Schäffler 72' | Asistencia: 25.000 espectadores Árbitro(s): Yuichi Nishimura (Japón) | Asistencia: 25.000 espectadores Árbitro(s): Yuichi Nishimura (Japón) |

| 26 de septiembre de 2009, 18:45 | Camerún              | 2:0 (1:0) | Corea del Sur | Estadio Internacional Mubarak, Suez                                     |                                                                         |
|                                 | Akono 19' · Tico 64' | Reporte   |               | Asistencia: 25.000 espectadores Árbitro(s): Héctor Baldassi (Argentina) | Asistencia: 25.000 espectadores Árbitro(s): Héctor Baldassi (Argentina) |

| 29 de septiembre de 2009, 16:00 | Corea del Sur   | 1:1 (0:1) | Alemania        | Estadio Internacional Mubarak, Suez                               |                                                                   |
|                                 | Kim Min Woo 71' | Reporte   | Sukuta-Pasu 33' | Asistencia: 28.000 espectadores Árbitro(s): Óscar Ruiz (Colombia) | Asistencia: 28.000 espectadores Árbitro(s): Óscar Ruiz (Colombia) |

| 29 de septiembre de 2009, 18:45 | Estados Unidos                                     | 4:1(1:0) | Camerún         | Estadio Internacional Mubarak, Suez                                   |                                                                       |
|                                 | Arguez 45+1' · Taylor 47' · Duka 67' · Ownby 90+1' | Reporte  | Yaya 75' (pen.) | Asistencia: 28.000 espectadores Árbitro(s): Jorge Larrionda (Uruguay) | Asistencia: 28.000 espectadores Árbitro(s): Jorge Larrionda (Uruguay) |

| 2 de octubre de 2009, 18:45 | Alemania                                   | 3:0 (1:0) | Camerún | Estadio de Ismailia, Ismailia                                        |                                                                      |
|                             | Sukuta-Pasu 41' · Aydilek 58' · Holtby 70' | Reporte   |         | Asistencia: 11.000 espectadores Árbitro(s): Yuichi Nishimura (Japón) | Asistencia: 11.000 espectadores Árbitro(s): Yuichi Nishimura (Japón) |

| 2 de octubre de 2009, 18:45 | Corea del Sur                                                   | 3:0 (2:0) | Estados Unidos | Estadio Internacional Mubarak, Suez                                  |                                                                      |
|                             | Kim Young Gwon 23' · Kim Bo-Kyung 42' · Koo Ja-Cheol 75' (pen.) | Reporte   |                | Asistencia: 27.000 espectadores Árbitro(s): Roberto Rosetti (Italia) | Asistencia: 27.000 espectadores Árbitro(s): Roberto Rosetti (Italia) |

### Grupo D
| Equipo     | Pts | PJ | PG | PE | PP | GF | GC | Dif |
| ---------- | --- | -- | -- | -- | -- | -- | -- | --- |
| Ghana      | 7   | 3  | 2  | 1  | 0  | 8  | 3  | 5   |
| Uruguay    | 7   | 3  | 2  | 1  | 0  | 6  | 2  | 4   |
| Uzbekistán | 1   | 3  | 0  | 1  | 2  | 2  | 6  | -4  |
| Inglaterra | 1   | 3  | 0  | 1  | 2  | 1  | 6  | -5  |

| 26 de septiembre de 2009, 18:45 | Ghana                  | 2:1 (0:0) | Uzbekistán  | Estadio de Ismailia, Ismailia                                        |                                                                      |
|                                 | Osei 60' · Adiyiah 75' | Reporte   | Karimov 47' | Asistencia: 12.500 espectadores Árbitro(s): Alberto Undiano (España) | Asistencia: 12.500 espectadores Árbitro(s): Alberto Undiano (España) |

| 26 de septiembre de 2009, 21:30 | Inglaterra | 0:1 (0:0) | Uruguay    | Estadio de Ismailia, Ismailia                                               |                                                                             |
|                                 |            | Reporte   | Viudez 84' | Asistencia: 10.000 espectadores Árbitro(s): Olegario Benquerenca (Portugal) | Asistencia: 10.000 espectadores Árbitro(s): Olegario Benquerenca (Portugal) |

| 29 de septiembre de 2009, 18:45 | Uzbekistán | 0:3 (0:1) | Uruguay                                      | Estadio de Ismailia, Ismailia                                        |                                                                      |
|                                 |            | Reporte   | Lodeiro 28' · Urretaviscaya 62' · García 83' | Asistencia: 13.000 espectadores Árbitro(s): Roberto Rosetti (Italia) | Asistencia: 13.000 espectadores Árbitro(s): Roberto Rosetti (Italia) |

| 29 de septiembre de 2009, 21:30 | Ghana                                  | 4:0 (1:0) | Inglaterra | Estadio de Ismailia, Ismailia                                        |                                                                      |
|                                 | Adiyiah 38', 88' · Ayew 57' · Osei 82' | Reporte   |            | Asistencia: 13.000 espectadores Árbitro(s): Yuichi Nishimura (Japón) | Asistencia: 13.000 espectadores Árbitro(s): Yuichi Nishimura (Japón) |

| 2 de octubre de 2009, 21:30 | Uruguay                        | 2:2 (0:0) | Ghana                | Estadio de Ismailia, Ismailia                                    |                                                                  |
|                             | Lodeiro 74' · Hernández 90+ 1' | Reporte   | Rabiu 54' · Osei 70' | Asistencia: 11.000 espectadores Árbitro(s): Ivan Bebek (Croacia) | Asistencia: 11.000 espectadores Árbitro(s): Ivan Bebek (Croacia) |

| 2 de octubre de 2009, 21:30 | Uzbekistán | 1:1 (0:0) | Inglaterra           | Estadio Internacional Mubarak, Suez                               |                                                                   |
|                             | Nagaev 77' | Reporte   | Tchuimeni-Nimely 88' | Asistencia: 27.000 espectadores Árbitro(s): Óscar Ruiz (Colombia) | Asistencia: 27.000 espectadores Árbitro(s): Óscar Ruiz (Colombia) |

### Grupo E
| Equipo          | Pts | PJ | PG | PE | PP | GF | GC | Dif |
| --------------- | --- | -- | -- | -- | -- | -- | -- | --- |
| Brasil          | 7   | 3  | 2  | 1  | 0  | 8  | 1  | 7   |
| República Checa | 7   | 3  | 2  | 1  | 0  | 5  | 3  | 2   |
| Costa Rica      | 3   | 3  | 1  | 0  | 2  | 5  | 8  | -3  |
| Australia       | 0   | 3  | 0  | 0  | 3  | 2  | 8  | -6  |

| 27 de septiembre de 2009, 16:00 | Brasil                                                              | 5:0 (3:0) | Costa Rica | Estadio de Puerto Saíd, Puerto Saíd                                    |                                                                        |
|                                 | Alan Kardec 24' 44' · Giuliano 35' · Alex Texeira 75' · Boquita 89' | Reporte   |            | Asistencia: 16.000 espectadores Árbitro(s): Thomas Einwaller (Austria) | Asistencia: 16.000 espectadores Árbitro(s): Thomas Einwaller (Austria) |

| 27 de septiembre de 2009, 18:45 | República Checa                  | 2:1 (0:0) | Australia            | Estadio de Puerto Saíd, Puerto Saíd                                  |                                                                      |
|                                 | Rabušic 50' · Pekhart 89' (pen.) | Reporte   | Holland 90+4' (pen.) | Asistencia: 15.634 espectadores Árbitro(s): Marco Rodríguez (México) | Asistencia: 15.634 espectadores Árbitro(s): Marco Rodríguez (México) |

| 30 de septiembre de 2009, 16:00 | Australia | 0:3 (0:1) | Costa Rica                                      | Estadio de Puerto Saíd, Puerto Saíd                                   |                                                                       |
|                                 |           | Reporte   | Madrigal 25' · Devere 82' (a.g.) · Guzmán 90+3' | Asistencia: 17.200 espectadores Árbitro(s): Mohamed Benousa (Argelia) | Asistencia: 17.200 espectadores Árbitro(s): Mohamed Benousa (Argelia) |

| 30 de septiembre de 2009, 18:45 | Brasil | 0:0     | República Checa | Estadio de Puerto Saíd, Puerto Saíd                                  |                                                                      |
|                                 |        | Reporte |                 | Asistencia: 17.200 espectadores Árbitro(s): Alberto Undiano (España) | Asistencia: 17.200 espectadores Árbitro(s): Alberto Undiano (España) |

| 3 de octubre de 2009, 21:30 | Costa Rica                        | 2:3 (0:1) | República Checa                  | Estadio de Alejandría, Alejandría                                          |                                                                            |
|                             | Estrada 49', pen.' · Martínez 61' | Reporte   | Chramosta 11' 86' · Vošahlík 57' | Asistencia: 9.000 espectadores Árbitro(s): Olegário Benquerença (Portugal) | Asistencia: 9.000 espectadores Árbitro(s): Olegário Benquerença (Portugal) |

| 3 de octubre de 2009, 21:30 | Australia | 1:3 (1:1) | Brasil                                            | Estadio de Puerto Saíd, Puerto Saíd                                      |                                                                          |
|                             | Mooy 14'  | Reporte   | Ciro 34' · Douglas Costa 62' · Paulo Henrique 81' | Asistencia: 16.200 espectadores Árbitro(s): Frank De Bleeckere (Bélgica) | Asistencia: 16.200 espectadores Árbitro(s): Frank De Bleeckere (Bélgica) |

### Grupo F
| Equipo                 | Pts | PJ | PG | PE | PP | GF | GC | Dif |
| ---------------------- | --- | -- | -- | -- | -- | -- | -- | --- |
| Hungría                | 6   | 3  | 2  | 0  | 1  | 6  | 3  | 3   |
| Emiratos Árabes Unidos | 4   | 3  | 1  | 1  | 1  | 3  | 4  | -1  |
| Sudáfrica              | 4   | 3  | 1  | 1  | 1  | 4  | 6  | -2  |
| Honduras               | 3   | 3  | 1  | 0  | 2  | 3  | 3  | 0   |

| 27 de septiembre de 2009, 18:45 | Emiratos Árabes Unidos               | 2:2 (0:0) | Sudáfrica       | Estadio de Alejandría, Alejandría                                      |                                                                        |
|                                 | Al Kamali 90+1' (pen.) · Awana 90+3' | Reporte   | Erasmus 54' 73' | Asistencia: 14.000 espectadores Árbitro(s): Joel Aguilar (El Salvador) | Asistencia: 14.000 espectadores Árbitro(s): Joel Aguilar (El Salvador) |

| 27 de septiembre de 2009, 21:30 | Honduras                        | 3:0 (1:0) | Hungría | Estadio de Alejandría, Alejandría                                    |                                                                      |
|                                 | Martínez 35', 70' · Peralta 84' | Reporte   |         | Asistencia: 6.000 espectadores Árbitro(s): Eddy Maillet (Seychelles) | Asistencia: 6.000 espectadores Árbitro(s): Eddy Maillet (Seychelles) |

| 30 de septiembre de 2009, 18:45 | Hungría                                                         | 4:0 (0:0) | Sudáfrica | Estadio de Alejandría, Alejandría                                       |                                                                         |
|                                 | Korcsmar 49' · Koman 55' (pen.) · Debreceni 71' · Presinger 90' | Reporte   |           | Asistencia: 12.000 espectadores Árbitro(s): Héctor Baldassi (Argentina) | Asistencia: 12.000 espectadores Árbitro(s): Héctor Baldassi (Argentina) |

| 30 de septiembre de 2009, 21:30 | Emiratos Árabes Unidos | 1:0 (1:0) | Honduras | Estadio de Alejandría, Alejandría                                          |                                                                            |
|                                 | Khalil 41'             | Reporte   |          | Asistencia: 12.000 espectadores Árbitro(s): Olegario Bequerenca (Portugal) | Asistencia: 12.000 espectadores Árbitro(s): Olegario Bequerenca (Portugal) |

| 3 de octubre de 2009, 18:45 | Hungría                | 2:0 (2:0) | Emiratos Árabes Unidos | Estadio de Alejandría, Alejandría                                        |                                                                          |
|                             | Németh 19' · Koman 23' | Reporte   |                        | Asistencia: 9.000 espectadores Árbitro(s): Peter O'Leary (Nueva Zelanda) | Asistencia: 9.000 espectadores Árbitro(s): Peter O'Leary (Nueva Zelanda) |

| 3 de octubre de 2009, 18:45 | Sudáfrica              | 2:0 (1:0) | Honduras | Estadio de Puerto Saíd, Puerto Saíd                                   |                                                                       |
|                             | Jali 31' · Khumalo 46' | Reporte   |          | Asistencia: 16.200 espectadores Árbitro(s): Jorge Larrionda (Uruguay) | Asistencia: 16.200 espectadores Árbitro(s): Jorge Larrionda (Uruguay) |

### Mejores terceros puestos
Los cuatro mejores de los terceros puestos avanzaron a la segunda fase.
| Equipo         | Gr | Pts | PJ | PG | PE | PP | GF | GC | Dif |
| -------------- | -- | --- | -- | -- | -- | -- | -- | -- | --- |
| Italia         | A  | 4   | 3  | 1  | 1  | 1  | 4  | 5  | -1  |
| Sudáfrica      | F  | 4   | 3  | 1  | 1  | 1  | 4  | 6  | -2  |
| Nigeria        | B  | 3   | 3  | 1  | 0  | 2  | 5  | 3  | 2   |
| Costa Rica     | E  | 3   | 3  | 1  | 0  | 2  | 5  | 8  | -3  |
| Estados Unidos | C  | 3   | 3  | 1  | 0  | 2  | 4  | 7  | -3  |
| Uzbekistán     | D  | 1   | 3  | 0  | 1  | 2  | 1  | 5  | -4  |

Los emparejamientos de los octavos de final fueron definidos de la siguiente manera:
- Partido 1: 2.° del grupo A v 2.° del grupo C
- Partido 2: 1.° del grupo D v 3.° del grupo B/E/F
- Partido 3: 1.° del grupo B v 3.° del grupo A/C/D
- Partido 4: 1.° del grupo F v 2.° del grupo E
- Partido 5: 1.° del grupo E v 2.° del grupo D
- Partido 6: 1.° del grupo C v 3.° del grupo A/B/F
- Partido 7: 2.° del grupo B v 2.° del grupo F
- Partido 8: 1.° del grupo A v 3.° del grupo C/D/E

Los emparejamientos de los partidos 2, 3, 6 y 8 dependen de quienes sean los terceros lugares que se clasifiquen a los octavos de final. La siguiente tabla muestra las diferentes opciones para definir a los rivales de los ganadores de los grupos A, B, C y D.
     – Combinación que se dio en esta edición.
| Si los 4 mejores terceros son de los grupos: | El 1.° del grupo A juega con: | El 1.° del grupo B juega con: | El 1.° del grupo C juega con: | El 1.° del grupo D juega con: |
| -------------------------------------------- | ----------------------------- | ----------------------------- | ----------------------------- | ----------------------------- |
| A, B, C y D                                  | 3.° del grupo C               | 3.° del grupo D               | 3.° del grupo A               | 3.° del grupo B               |
| A, B, C y E                                  | 3.° del grupo C               | 3.° del grupo A               | 3.° del grupo B               | 3.° del grupo E               |
| A, B, C y F                                  | 3.° del grupo C               | 3.° del grupo A               | 3.° del grupo B               | 3.° del grupo F               |
| A, B, D y E                                  | 3.° del grupo D               | 3.° del grupo A               | 3.° del grupo B               | 3.° del grupo E               |
| A, B, D y F                                  | 3.° del grupo D               | 3.° del grupo A               | 3.° del grupo B               | 3.° del grupo F               |
| A, B, E y F                                  | 3.° del grupo E               | 3.° del grupo A               | 3.° del grupo B               | 3.° del grupo F               |
| A, C, D y E                                  | 3.° del grupo C               | 3.° del grupo D               | 3.° del grupo A               | 3.° del grupo E               |
| A, C, D y F                                  | 3.° del grupo C               | 3.° del grupo D               | 3.° del grupo A               | 3.° del grupo F               |
| A, C, E y F                                  | 3.° del grupo C               | 3.° del grupo A               | 3.° del grupo F               | 3.° del grupo E               |
| A, D, E y F                                  | 3.° del grupo D               | 3.° del grupo A               | 3.° del grupo F               | 3.° del grupo E               |
| B, C, D y E                                  | 3.° del grupo C               | 3.° del grupo D               | 3.° del grupo B               | 3.° del grupo E               |
| B, C, D y F                                  | 3.° del grupo C               | 3.° del grupo D               | 3.° del grupo B               | 3.° del grupo F               |
| B, C, E y F                                  | 3.° del grupo E               | 3.° del grupo C               | 3.° del grupo B               | 3.° del grupo F               |
| B, D, E y F                                  | 3.° del grupo E               | 3.° del grupo D               | 3.° del grupo B               | 3.° del grupo F               |
| C, D, E y F                                  | 3.° del grupo C               | 3.° del grupo D               | 3.° del grupo F               | 3.° del grupo E               |

## Segunda fase
|  | Octavos de final       | Octavos de final    |                   |                        | Cuartos de final  | Cuartos de final  |  |        | Semifinales   | Semifinales   |              |              | Final         | Final         |  |
|  | 5, 6 y 7 de octubre    | 5, 6 y 7 de octubre |                   |                        | 9 y 10 de octubre | 9 y 10 de octubre |  |        | 13 de octubre | 13 de octubre |              |              | 16 de octubre | 16 de octubre |  |
|  |                        |                     |                   |                        |                   |                   |  |        |               |               |              |              |               |               |  |
|  |                        |                     |                   |                        |                   |                   |  |        |               |               |              |              |               |               |  |
|  | Paraguay               | 0                   |                   |                        |                   |                   |  |        |               |               |              |              |               |               |  |
|  | Paraguay               | 0                   |                   |                        |                   |                   |  |        |               |               |              |              |               |               |  |
|  | Corea del Sur          | 3                   |                   |                        |                   |                   |  |        |               |               |              |              |               |               |  |
|  | Corea del Sur          | 3                   |                   | Corea del Sur          | 2                 |                   |  |        |               |               |              |              |               |               |  |
|  |                        |                     |                   | Corea del Sur          | 2                 |                   |  |        |               |               |              |              |               |               |  |
|  |                        |                     | Ghana             | 3                      |                   |                   |  |        |               |               |              |              |               |               |  |
|  | Ghana (t.s.)           | 2                   | Ghana             | 3                      |                   |                   |  |        |               |               |              |              |               |               |  |
|  | Ghana (t.s.)           | 2                   |                   |                        |                   |                   |  |        |               |               |              |              |               |               |  |
|  | Sudáfrica              | 1                   |                   |                        |                   |                   |  |        |               |               |              |              |               |               |  |
|  | Sudáfrica              | 1                   |                   |                        |                   |                   |  | Ghana  | 3             |               |              |              |               |               |  |
|  |                        |                     |                   |                        |                   |                   |  | Ghana  | 3             |               |              |              |               |               |  |
|  |                        |                     | Hungría           | 2                      |                   |                   |  |        |               |               |              |              |               |               |  |
|  | España                 | 1                   | Hungría           | 2                      |                   |                   |  |        |               |               |              |              |               |               |  |
|  | España                 | 1                   |                   |                        |                   |                   |  |        |               |               |              |              |               |               |  |
|  | Italia                 | 3                   |                   |                        |                   |                   |  |        |               |               |              |              |               |               |  |
|  | Italia                 | 3                   |                   | Italia                 | 2                 |                   |  |        |               |               |              |              |               |               |  |
|  |                        |                     |                   | Italia                 | 2                 |                   |  |        |               |               |              |              |               |               |  |
|  |                        |                     | Hungría (t.s.)    | 3                      |                   |                   |  |        |               |               |              |              |               |               |  |
|  | Hungría (p.)           | 2 (4)               | Hungría (t.s.)    | 3                      |                   |                   |  |        |               |               |              |              |               |               |  |
|  | Hungría (p.)           | 2 (4)               |                   |                        |                   |                   |  |        |               |               |              |              |               |               |  |
|  | República Checa        | 2 (3)               |                   |                        |                   |                   |  |        |               |               |              |              |               |               |  |
|  | República Checa        | 2 (3)               |                   |                        |                   |                   |  |        |               |               |              | Ghana (p.)   | 0 (4)         |               |  |
|  |                        |                     |                   |                        |                   |                   |  |        |               |               |              | Ghana (p.)   | 0 (4)         |               |  |
|  |                        |                     | Brasil            | 0 (3)                  |                   |                   |  |        |               |               |              |              |               |               |  |
|  | Brasil                 | 3                   | Brasil            | 0 (3)                  |                   |                   |  |        |               |               |              |              |               |               |  |
|  | Brasil                 | 3                   |                   |                        |                   |                   |  |        |               |               |              |              |               |               |  |
|  | Uruguay                | 1                   |                   |                        |                   |                   |  |        |               |               |              |              |               |               |  |
|  | Uruguay                | 1                   |                   | Brasil (t.s.)          | 2                 |                   |  |        |               |               |              |              |               |               |  |
|  |                        |                     |                   | Brasil (t.s.)          | 2                 |                   |  |        |               |               |              |              |               |               |  |
|  |                        |                     | Alemania          | 1                      |                   |                   |  |        |               |               |              |              |               |               |  |
|  | Alemania               | 3                   | Alemania          | 1                      |                   |                   |  |        |               |               |              |              |               |               |  |
|  | Alemania               | 3                   |                   |                        |                   |                   |  |        |               |               |              |              |               |               |  |
|  | Nigeria                | 2                   |                   |                        |                   |                   |  |        |               |               |              |              |               |               |  |
|  | Nigeria                | 2                   |                   |                        |                   |                   |  | Brasil | 1             |               |              |              |               |               |  |
|  |                        |                     |                   |                        |                   |                   |  | Brasil | 1             |               |              |              |               |               |  |
|  |                        |                     | Costa Rica        | 0                      |                   |                   |  |        |               |               |              |              |               |               |  |
|  | Venezuela              | 1                   | Costa Rica        | 0                      |                   |                   |  |        |               |               |              |              |               |               |  |
|  | Venezuela              | 1                   |                   |                        |                   |                   |  |        |               |               |              |              |               |               |  |
|  | Emiratos Árabes Unidos | 2                   |                   |                        |                   |                   |  |        |               |               |              |              |               |               |  |
|  | Emiratos Árabes Unidos | 2                   |                   | Emiratos Árabes Unidos | 1                 |                   |  |        |               |               |              | Tercer lugar | Tercer lugar  |               |  |
|  |                        |                     |                   | Emiratos Árabes Unidos | 1                 |                   |  |        |               |               |              | Tercer lugar | Tercer lugar  |               |  |
|  |                        |                     | Costa Rica (t.s.) | 2                      |                   |                   |  |        |               |               |              |              |               |               |  |
|  | Egipto                 | 0                   | Costa Rica (t.s.) | 2                      |                   |                   |  |        |               |               | Hungría (p.) | 1 (2)        |               |               |  |
|  | Egipto                 | 0                   |                   |                        |                   |                   |  |        |               |               | Hungría (p.) | 1 (2)        |               |               |  |
|  | Costa Rica             | 2                   |                   |                        |                   |                   |  |        |               |               |              |              | Costa Rica    | 1 (0)         |  |
|  | Costa Rica             | 2                   |                   |                        |                   |                   |  |        |               |               |              |              | Costa Rica    | 1 (0)         |  |
|  |                        |                     |                   |                        |                   |                   |  |        |               |               |              |              |               |               |  |

### Octavos de final
| 5 de octubre de 2009, 16:30 | España           | 1:3 (0:0) | Italia                              | Estadio de la Academia Militar, El Cairo                               |                                                                        |
|                             | Aarón 66' (pen.) | Reporte   | Mustacchio 54', 87' · Mazzarani 61' | Asistencia: 6.150 espectadores Árbitro(s): Héctor Baldassi (Argentina) | Asistencia: 6.150 espectadores Árbitro(s): Héctor Baldassi (Argentina) |

| 5 de octubre de 2009, 20:00 | Paraguay | 0:3 (0:0) | Corea del Sur                           | Estadio Internacional de El Cairo, El Cairo                           |                                                                       |
|                             |          | Reporte   | Kim Bo-Kyung 55' · Kim Min Woo 60', 70' | Asistencia: 10.720 espectadores Árbitro(s): Mohamed Benouza (Argelia) | Asistencia: 10.720 espectadores Árbitro(s): Mohamed Benouza (Argelia) |

| 6 de octubre de 2009, 16:30 | Ghana                  | 2:1 (0:0, 1:1) (t. s.) | Sudáfrica   | Estadio de Ismailia, Ismailia                                             |                                                                           |
|                             | Ayew 66' · Adiyiah 99' | Reporte                | Erasmus 58' | Asistencia: 10.000 espectadores Árbitro(s): Peter O'Leary (Nueva Zelanda) | Asistencia: 10.000 espectadores Árbitro(s): Peter O'Leary (Nueva Zelanda) |

| 6 de octubre de 2009, 20:00 | Egipto | 0:2 (0:1) | Costa Rica           | Estadio Internacional de El Cairo, El Cairo                            |                                                                        |
|                             |        | Reporte   | Mena 21' · Ureña 90' | Asistencia: 81.860 espectadores Árbitro(s): Thomas Einwaller (Austria) | Asistencia: 81.860 espectadores Árbitro(s): Thomas Einwaller (Austria) |

| 6 de octubre de 2009, 20:00 | Hungría                                                  | 2:2 (1:1, 1:1) (t. s.)(4:3 p.) | República Checa                                            | Borg El Arab Stadium, Alejandría                                            |                                                                             |
|                             | Kiss 15' · Koman 99'                                     | Reporte                        | Vošahlík 26' · Rabušic 92'                                 | Asistencia: 7.000 espectadores Árbitro(s): Subkhiddin Mohd Salleh (Malasia) | Asistencia: 7.000 espectadores Árbitro(s): Subkhiddin Mohd Salleh (Malasia) |
|                             |                                                          | Tiros desde el punto penal     |                                                            |                                                                             |                                                                             |
|                             | Présinger · Koman · Szabó · Gosztonyi · Németh · Balajti |                                | Mareček · Rabušic · Čelůstka · Vošahlík · Morávek · Řezník |                                                                             |                                                                             |

| 7 de octubre de 2009, 16:30 | Brasil                                   | 3:1 (3:1) | Uruguay           | Estadio de Puerto Saíd, Puerto Saíd                                  |                                                                      |
|                             | Alan Kardec 22' · Alex Teixeira 24', 31' | Reporte   | Urretaviscaya 36' | Asistencia: 11.200 espectadores Árbitro(s): Marco Rodríguez (México) | Asistencia: 11.200 espectadores Árbitro(s): Marco Rodríguez (México) |

| 7 de octubre de 2009, 16:30 | Venezuela  | 1:2 (1:1) | Emiratos Árabes Unidos | Estadio Internacional Mubarak, Suez                                   |                                                                       |
|                             | Rondón 12' | Reporte   | Ahmed 22' · Khalil 83' | Asistencia: 26.000 espectadores Árbitro(s): Eddy Maillet (Seychelles) | Asistencia: 26.000 espectadores Árbitro(s): Eddy Maillet (Seychelles) |

| 7 de octubre de 2009, 20:00 | Alemania                        | 3:2 (0:0) | Nigeria                   | Estadio Internacional Mubarak, Suez                                   |                                                                       |
|                             | Kopplin 52' 90+3' · Vrančić 75' | Reporte   | Uchechi 51' · Ibrahim 68' | Asistencia: 26.000 espectadores Árbitro(s): Jorge Larrionda (Uruguay) | Asistencia: 26.000 espectadores Árbitro(s): Jorge Larrionda (Uruguay) |

### Cuartos de final
| 9 de octubre de 2009, 16:30 | Corea del Sur                         | 2:3 (1:2) | Ghana                      | Estadio Internacional Mubarak, Suez                                    |                                                                        |
|                             | Park Hee Seong 31' · Kim Dong Sub 82' | Reporte   | Adiyiah 8', 78' · Osei 28' | Asistencia: 31.000 espectadores Árbitro(s): Joel Aguilar (El Salvador) | Asistencia: 31.000 espectadores Árbitro(s): Joel Aguilar (El Salvador) |

| 9 de octubre de 2009, 20:00 | Italia                          | 2:3 (0:1, 1:1) (t. s.) | Hungría                            | Estadio Internacional Mubarak, Suez                               |                                                                   |
|                             | Mazzotta 82' · Bonaventura 113' | Reporte                | Koman 2' (pen.) · Németh 112' 117' | Asistencia: 31.000 espectadores Árbitro(s): Óscar Ruiz (Colombia) | Asistencia: 31.000 espectadores Árbitro(s): Óscar Ruiz (Colombia) |

| 10 de octubre de 2009, 16:30 | Brasil         | 2:1 (0:0, 1:1) (t. s.) | Alemania   | Estadio Internacional de El Cairo, El Cairo                          |                                                                      |
|                              | Maicon 88' 91' | Reporte                | Holtby 73' | Asistencia: 32.935 espectadores Árbitro(s): Roberto Rosetti (Italia) | Asistencia: 32.935 espectadores Árbitro(s): Roberto Rosetti (Italia) |

| 10 de octubre de 2009, 20:00 | Emiratos Árabes Unidos | 1:2 (1:1, 1:1) (t. s.) | Costa Rica                  | Estadio Internacional de El Cairo, El Cairo                      |                                                                  |
|                              | Ali 33'                | Reporte                | Martínez 37' · Ureña 120+2' | Asistencia: 32.935 espectadores Árbitro(s): Ivan Bebek (Croacia) | Asistencia: 32.935 espectadores Árbitro(s): Ivan Bebek (Croacia) |

### Semifinales
| 13 de octubre de 2009, 16:30 | Ghana                          | 3:2 (2:0) | Hungría                  | Estadio Internacional de El Cairo, El Cairo                           |                                                                       |
|                              | Adiyiah 10', 31' · Quansah 81' | Reporte   | Futacs 73' · Balajti 84' | Asistencia: 39.812 espectadores Árbitro(s): Jorge Larrionda (Uruguay) | Asistencia: 39.812 espectadores Árbitro(s): Jorge Larrionda (Uruguay) |

| 13 de octubre de 2009, 20:00 | Brasil          | 1:0 (0:0) | Costa Rica | Estadio Internacional de El Cairo, El Cairo                          |                                                                      |
|                              | Alan Kardec 67' | Reporte   |            | Asistencia: 39.812 espectadores Árbitro(s): Alberto Undiano (España) | Asistencia: 39.812 espectadores Árbitro(s): Alberto Undiano (España) |

### Tercer lugar
| 16 de octubre de 2009, 17:00 | Hungría                | 1:1 (0:0) (2:0 p.)         | Costa Rica                          | Estadio Internacional de El Cairo, El Cairo                          |                                                                      |
|                              | Koman 90+1' (pen.)     | Reporte                    | Ureña 81'                           | Asistencia: 67.814 espectadores Árbitro(s): Yuichi Nishimura (Japón) | Asistencia: 67.814 espectadores Árbitro(s): Yuichi Nishimura (Japón) |
|                              |                        | Tiros desde el punto penal |                                     |                                                                      |                                                                      |
|                              | Németh · Koman · Varga |                            | Estrada · Gamboa · Luna · Hernández |                                                                      |                                                                      |

### Final
| 16 de octubre de 2009, 20:00 | Ghana                                                    | 0:0 (t. s.)(4:3 p.)        | Brasil                                                             | Estadio Internacional de El Cairo, El Cairo                              |                                                                          |
|                              |                                                          | Reporte                    |                                                                    | Asistencia: 67.814 espectadores Árbitro(s): Frank De Bleeckere (Bélgica) | Asistencia: 67.814 espectadores Árbitro(s): Frank De Bleeckere (Bélgica) |
|                              |                                                          | Tiros desde el punto penal |                                                                    |                                                                          |                                                                          |
|                              | Ayew · Inkoom · Mensah · Addae · Adiyiah · Agyemang-Badu |                            | Alan Kardec · Giuliano · Douglas Costa · Souza · Maicon · Teixeira |                                                                          |                                                                          |

|  |  |

| GHANA:        |    |                        |     |      |
|               |    |                        |     |      |
| GK            | 1  | Daniel Adjei           |     |      |
| DF            | 2  | Samuel Inkoom          |     |      |
| DF            | 4  | Jonathan Mensah        |     |      |
| DF            | 5  | Daniel Addo            | 37' |      |
| DF            | 6  | David Addy             |     |      |
| MF            | 7  | Abeiku Quansah         |     | 107' |
| MF            | 8  | Emmanuel Agyemang-Badu |     |      |
| MF            | 10 | André Ayew             |     |      |
| MF            | 13 | Mohammed Rabiu         |     | 101' |
| FW            | 18 | Ransford Osei          |     | 65'  |
| FW            | 20 | Dominic Adiyiah        |     |      |
| Sustitución:  |    |                        |     |      |
| DF            | 12 | Gandhi Dassenu         |     | 65'  |
| DF            | 19 | Bright Addae           |     | 101' |
| MF            | 9  | Opoku Agyemang         |     | 107' |
| D.t:          |    |                        |     |      |
| Sellas Tetteh |    |                        |     |      |

| BRASIL:      |    |                   |      |     |
|              |    |                   |      |     |
| GK           | 1  | Rafael            |      |     |
| DF           | 2  | Douglas Pereira   | 30'  | 41' |
| DF           | 3  | Dalton            |      |     |
| DF           | 4  | Rafael Tolói      |      |     |
| DF           | 5  | Renan             |      | 75' |
| DF           | 6  | Diogo             |      |     |
| MF           | 7  | Alex Teixeira     | 27'  |     |
| MF           | 10 | Giuliano          |      |     |
| MF           | 11 | Ganso             |      | 64' |
| MF           | 17 | Souza             | 111' |     |
| FW           | 9  | Alan Kardec       |      |     |
| Sustitución: |    |                   |      |     |
| DF           | 15 | Wellington Júnior |      | 41' |
| MF           | 13 | Douglas Costa     |      | 64' |
| FW           | 19 | Maicon            |      | 75' |
| D.t:         |    |                   |      |     |
| Rogério      |    |                   |      |     |

| árbitros asistentes: Peter Hermans (Bélgica) Walter Vromans (Bélgica) árbitros asistentes: Cuarto árbitro Alberto Undiano Mallenco (España) árbitros asistentes: Quinto árbitro Fermín Martínez (España) |

#### Campeón
|                           |
| Bandera de Ghana          |
| Campeón Ghana 1.er título |

## Posiciones Finales

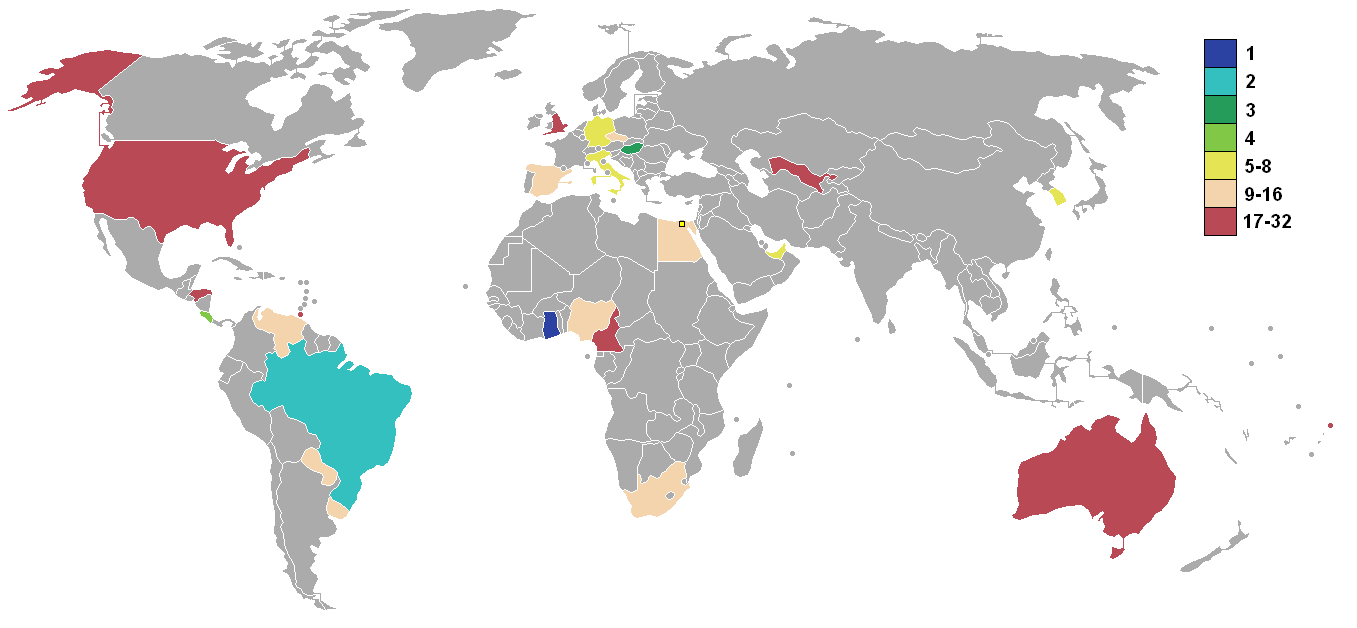
Mapa de los resultados del Torneo

| Equipo | Equipo                 | Pts | PJ | PG | PE | PP | GF | GC | Dif |
| ------ | ---------------------- | --- | -- | -- | -- | -- | -- | -- | --- |
| 1      | Ghana                  | 17  | 7  | 5  | 2  | 0  | 16 | 8  | +8  |
| 2      | Brasil                 | 17  | 7  | 5  | 2  | 0  | 14 | 3  | +11 |
| 3      | Hungría                | 11  | 7  | 3  | 2  | 2  | 14 | 11 | +3  |
| 4      | Costa Rica             | 10  | 7  | 3  | 1  | 3  | 10 | 11 | -1  |
| 5      | Alemania               | 10  | 5  | 3  | 1  | 1  | 11 | 5  | +6  |
| 6      | Corea del Sur          | 7   | 5  | 2  | 1  | 2  | 9  | 6  | +3  |
| 7      | Italia                 | 7   | 5  | 2  | 1  | 2  | 9  | 9  | 0   |
| 8      | Emiratos Árabes Unidos | 7   | 5  | 2  | 1  | 2  | 6  | 7  | -1  |
| 9      | España                 | 9   | 4  | 3  | 0  | 1  | 14 | 3  | +11 |
| 10     | República Checa        | 8   | 4  | 2  | 2  | 0  | 7  | 5  | +2  |
| 11     | Uruguay                | 7   | 4  | 2  | 1  | 1  | 7  | 5  | +2  |
| 12     | Venezuela              | 6   | 4  | 2  | 0  | 2  | 10 | 5  | +5  |
| 13     | Egipto                 | 6   | 4  | 2  | 0  | 2  | 9  | 7  | +2  |
| 14     | Paraguay               | 5   | 4  | 1  | 2  | 1  | 2  | 4  | -2  |
| 15     | Sudáfrica              | 4   | 4  | 1  | 1  | 2  | 5  | 8  | -3  |
| 16     | Nigeria                | 3   | 4  | 1  | 0  | 3  | 7  | 6  | +1  |
| 17     | Honduras               | 3   | 3  | 1  | 0  | 2  | 3  | 3  | 0   |
| 18     | Estados Unidos         | 3   | 3  | 1  | 0  | 2  | 4  | 7  | -3  |
| 19     | Camerún                | 3   | 3  | 1  | 0  | 2  | 3  | 7  | -4  |
| 20     | Uzbekistán             | 1   | 3  | 0  | 1  | 2  | 2  | 6  | -4  |
| 21     | Trinidad y Tobago      | 1   | 3  | 0  | 1  | 2  | 2  | 6  | -4  |
| 22     | Inglaterra             | 1   | 3  | 0  | 1  | 2  | 1  | 6  | -5  |
| 23     | Australia              | 0   | 3  | 0  | 0  | 3  | 2  | 8  | -6  |
| 24     | Polinesia Francesa     | 0   | 3  | 0  | 0  | 3  | 0  | 21 | -21 |

## Premios y reconocimientos

### Bota de oro
Como es tradición, el jugador que convirtió la mayor cantidad de goles (GF) durante el torneo recibió el Premio Bota de Oro, mientras que aquellos que quedaran en segunda y tercera posición recibirían la Bota de Plata y la Bota de Bronce, respectivamente. En caso de existir una igualdad en esa cantidad, se realizó desempate mediante la cantidad de asistencias (AST). En caso de proseguir el empate, se haría acreedor del premio quien hubiese jugado la menor cantidad de minutos durante el torneo (MINJ). 
En esta edición del torneo, el ganador fue el ghanés Dominic Adiyiah al convertir 8 tantos. El segundo y tercer lugar fueron para el húngaro Vladimir Koman con cinco goles y el español Aarón Ñíguez con cuatro tantos.
| Jugador             | Selección     | GF | AST | MINJ |
| ------------------- | ------------- | -- | --- | ---- |
| Dominic Adiyiah     | Ghana         | 8  | 0   | 690  |
| Vladimir Koman      | Hungría       | 5  | 3   | 630  |
| Aarón Ñiguez        | España        | 4  | 2   | 244  |
| Yonathan del Valle  | Venezuela     | 4  | 1   | 270  |
| José Salomón Rondón | Venezuela     | 4  | 1   | 270  |
| Alan Kardec         | Brasil        | 4  | 1   | 569  |
| Ransford Osei       | Ghana         | 4  | 0   | 568  |
| Alex Teixeira       | Brasil        | 3  | 2   | 596  |
| Fran Mérida         | España        | 3  | 1   | 245  |
| Kermit Erasmus      | Sudáfrica     | 3  | 1   | 371  |
| Marcos Ureña        | Costa Rica    | 3  | 1   | 590  |
| Kim Min-Woo         | Corea del Sur | 3  | 0   | 348  |
| Krisztián Németh    | Hungría       | 3  | 0   | 537  |

### Balón de oro
El Premio Balón de Oro adidas es entregado por la FIFA al mejor jugador del torneo.
| Jugador         | Selección |
| --------------- | --------- |
| Dominic Adiyiah | Ghana     |
| Alex Texeira    | Brasil    |
| Giuliano        | Brasil    |

### Guante de Oro
El ganador del Guante de Oro Adidas al mejor portero del torneo fue el costarricense Esteban Alvarado.
| Jugador          | Selección  |
| Esteban Alvarado | Costa Rica |
| ---------------- | ---------- |

### Premio Fair Play
El Premio Fair Play de la FIFA distinguió al equipo con el mejor registro disciplinario de la competición. 
| Selección |
| Brasil    |
| --------- |